# Amy Madigan
Amy Marie Madigan (Chicago, 11 settembre 1950) è un'attrice statunitense, che vanta una candidatura agli Oscar e una vittoria e due candidature ai Golden Globe.

## Biografia
Sul set di Le stagioni del cuore conosce l'attore Ed Harris, che sposa il 21 novembre 1983. La coppia ha una figlia, Lily Dolores Harris, nata il 3 maggio 1993. Madigan e suo marito hanno collaborato frequentemente nel corso della loro carriera.

## Filmografia parziale

### Cinema
- Passione fatale (Love Letters) regia di Amy Holden Jones (1983)
- The Day After - Il giorno dopo (The Day After), regia di Nicholas Meyer (1983)
- Strade di fuoco (Streets of Fire), regia di Walter Hill (1984)
- Le stagioni del cuore (Places in the Heart), regia di Robert Benton (1984)
- Due volte nella vita (Twice in a Lifetime), regia di Bud Yorkin (1985)
- Alamo Bay, regia di Louis Malle (1985)
- Il principe di Pennsylvania (The Prince of Pennsylvania), regia di Ron Nyswaner (1988)
- L'uomo dei sogni (Field of Dreams), regia di Phil Alden Robinson (1989)
- Io e zio Buck (Uncle Buck), regia di John Hughes (1989)
- La metà oscura (The Dark Half), regia di George A. Romero (1993)
- Perversioni femminili (Female Perversions), regia di Susan Streitfeld (1996)
- Prove d'accusa (Loved), regia di Erin Dignam (1997)
- La guerra dei bugiardi (A Bright Shining Lie), regia di Terry George (1998)
- Pollock, regia di Ed Harris (2000)
- A Time for Dancing, regia di Peter Gilbert (2002)
- Gone Baby Gone, regia di Ben Affleck (2007)
- Oltre la legge (Once Fallen), regia di Ash Adams (2010)
- Virginia, regia di Dustin Lance Black (2010)
- The Lifeguard, regia di Liz W. Garcia (2013)
- L'eccezione alla regola (Rules Don't Apply), regia di Warren Beatty (2016)
- American Woman, regia di Jake Scott (2018)
- Era mio figlio (The Last Full Measure), regia di Todd Robinson (2020)
- The Hunt, regia di Craig Zobel (2020)
- Antlers - Spirito insaziabile (Antlers), regia di Scott Cooper (2021)
- Weapons, regia di Zach Cregger (2025)

### Televisione
- Cuore e batticuore (Hart to Hart) – serie TV, episodio 2x11 (1981)
- CHiPs – serie TV, 1 episodio  (1981)
- The Ambush Murders, regia di Steven Hilliard Stern – film TV (1982)
- The Day After - Il giorno dopo (The Day After), regia di Nicholas Meyer – film TV (1983)
- The Laramie Project, regia di Moisés Kaufman – film TV (2002)
- Criminal Minds – serie TV, 2 episodi (2007)
- E.R. - Medici in prima linea (ER) – serie TV, 2 episodi (2009)
- Grey's Anatomy – serie TV, 8 episodi (2008-2009)
- Law & Order - I due volti della giustizia (Law & Order) – serie TV, 1 episodio (2010)
- Fringe – serie TV, 2 episodi (2010)
- Penny Dreadful: City of Angels – serie TV, 8 episodi (2020)

## Riconoscimenti
- 1983: Golden Globe per la migliore attrice debuttante, nomination per Love Child
- 1986: Oscar alla miglior attrice non protagonista, nomination per Due volte nella vita
- 1986: Golden Globe per la migliore attrice non protagonista, nomination per Due volte nella vita
- 1989: Independent Spirit Award per la miglior attrice non protagonista, nomination per il film Il principe di Pennsylvania (1988)
- 1990: Golden Globe 1990, vittoria come Miglior attrice non protagonista in una serie per Roe vs. Wade
- 1998: Independent Spirit Awards 1998, nomination come miglior attrice non protagonista per Prove d'accusa
- 1998: Satellite Awards 1998, nomination come miglior attrice non protagonista in una miniserie o film per la televisione La guerra dei bugiardi

## Doppiatrici italiane
Nelle versioni in italiano delle opere in cui ha recitato, Amy Madigan è stata doppiata da:
- Anna Rita Pasanisi in Le stagioni del cuore, La metà oscura, Pollock
- Stefanella Marrama in The Hunt, Antlers - Spirito insaziabile, Weapons
- Emanuela Rossi in Due volte nella vita, L'uomo dei sogni
- Paila Pavese in The Day After - Il giorno dopo
- Manuela Andrei in Strade di fuoco
- Ida Sansone in Io e zio Buck
- Laura Boccanera in Perversioni femminili
- Anna Cesareni in Prove d'accusa
- Barbara Castracane ne La guerra dei bugiardi
- Stefania Romagnoli in A Time for Dancing
- Vanna Busoni in Carnivàle
- Solvejg D'Assunta in Criminal Minds
- Angiola Baggi in Grey's Anatomy
- Anna Melato in Gone Baby Gone
- Serena Verdirosi in Le regole del delitto perfetto
- Laura Romano in L'eccezione alla regola
- Caterina Rochira in American Woman
- Isabella Pasanisi in Era mio figlio
- Marcella Silvestri in Penny Dreadful: City of Angels